# New England Tea Men
New England Tea Men is een voormalige Amerikaanse voetbalclub uit Foxborough, Massachusetts. De club werd opgericht in 1978 en opgeheven in 1980. Het thuisstadion van de club was het Foxboro Stadium dat plaats bood aan 60.292 toeschouwers. Ze speelden drie seizoenen in de North American Soccer League. Daarin werden geen aansprekende resultaten behaald.

## Verhuizing
Na het seizoen in 1980 verhuisde de club naar Jacksonville, Florida om de clubnaam te veranderen naar de Jacksonville Tea Men.